# Edgardo Antonio Vigo
Edgardo Antonio Vigo (La Plata, 28 de diciembre de 1928 - Ibidem, 4 de noviembre de 1997) fue un artista argentino que trabajó en poesía visual, arte conceptual, ediciones de revistas, objetos, acciones, xilografías. Se lo considera un pionero en las vanguardias artísticas de Argentina y América Latina.

## Historia
Edgardo Antonio Vigo nació en La Plata en 1928. Estudió en la Escuela Superior de Bellas Artes de la Universidad Nacional de La Plata y egresó como Profesor de Dibujo en 1953.
En 1953 viajó a Europa donde entró en contacto con las vanguardias del arte contemporáneo. De vuelta en Argentina, en 1955 realizó sus primeras poesías visuales y “Poemas matemáticos”, también desarrolló teorías y diseños de sus “máquinas inútiles e imposibles”.

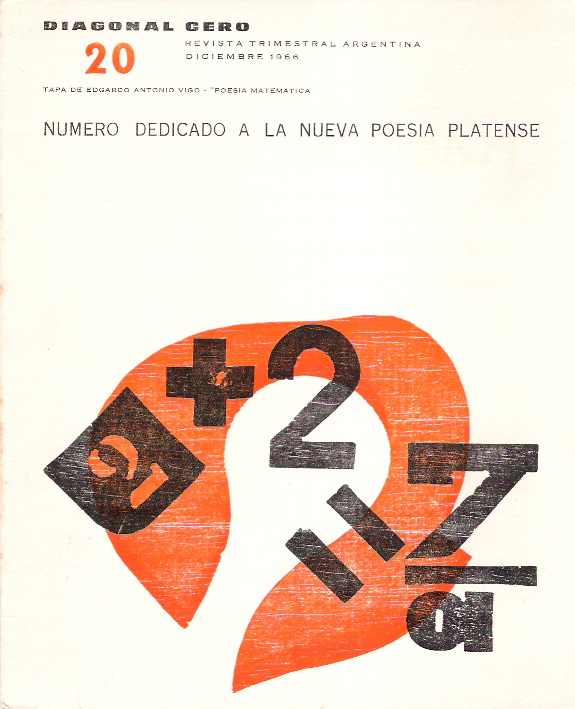
Portada de la revista Diagonal Cero N.º 20

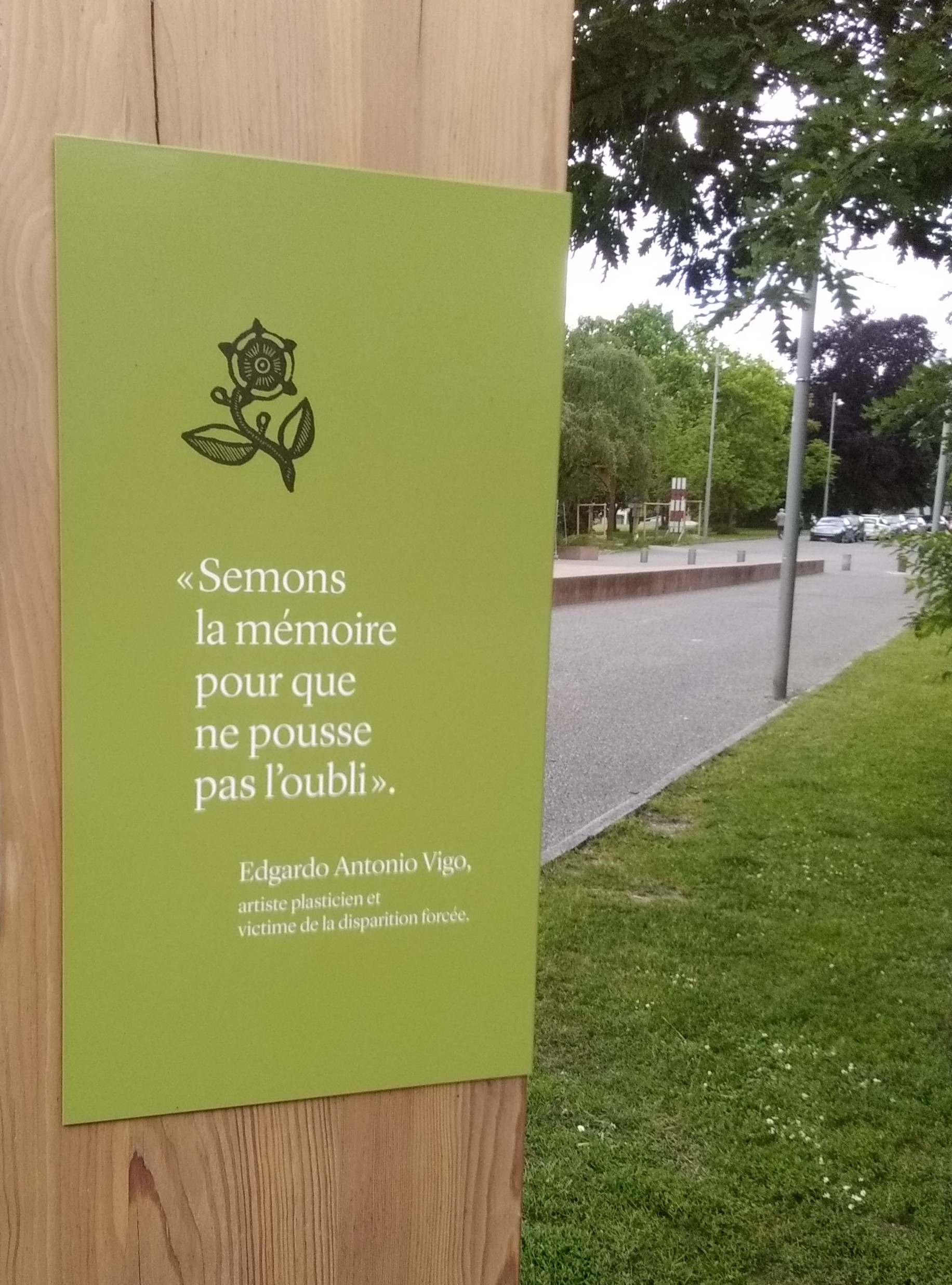
Cartel a la entrada del jardín de los desaparecidos de Meyrin, una cita del E. Vigo

Durante la década de los sesenta construyó sus primeros objetos, entre ellos la primera versión de su Bi-tricicleta ingenua en 1961 y su Palanganómetro Mecedor (que no se mece) para críticos de arte en 1965, provocando un revuelo a nivel de la crítica de arte local. En ese mismo año publicó su texto “Hacia el arte del objeto”.
En 1962 comenzó a editar la publicación Diagonal Cero, revista experimental pionera sobre poesía visual que distribuyó localmente y en el exterior. En sus veintiocho números editados hasta 1969 Vigo reunió colaboraciones de poetas y artistas de diversas partes del mundo y generó una red de artistas latinoamericanos interesados en problemáticas similares. A la par formó el grupo de artistas Movimiento Diagonal Cero, con los que organizó diversas presentaciones artísticas y la publicación de la revista.
En 1967 fundó el Museo de la Xilografía de La Plata que cuenta con un acervo de alrededor de 3.000 estampas, caracterizado por ser ambulante, carente de edificio y generado a partir de donaciones recibidas de artistas. Su objetivo era la divulgación y circulación no tradicional de la xilografía.
En 1968 comenzó con la serie de acciones señalamientos. El primero, Manojo de semáforos, fue pensado como experiencia estética cuyo fin es señalar un elemento cotidiano en la vía pública. A partir de éste continuó durante tres décadas realizando dieciocho señalamientos más. En 1969 publicó “Un arte a realizar” y organizó en el Instituto Torcuato Di Tella la Expo/Internacional de Novísima Poesía, con destacadas repercusiones en Argentina y el mundo.

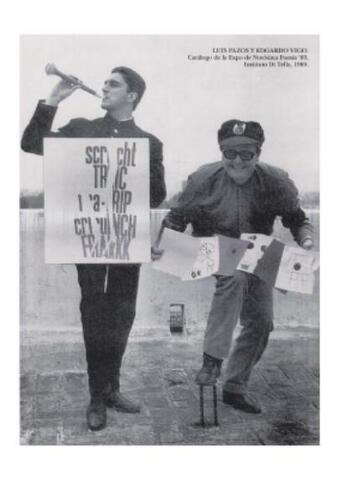
Luis Pazos y Edgardo Antonio Vigo en 1967.

Entre 1971 y 1975 Vigo dirigió y publicó la revista Hexágono '71, en cuyos trece números recibió colaboraciones de artistas reconocidos argentinos, europeos y americanos. Esta revista ensamblada combinaba una estética vanguardista con elementos de expreso contenido político. En esos años Vigo tuvo una participación en el Grupo de los Trece que funcionaba en el Centro de Arte y Comunicación (CAYC).
Desde mediados de los setenta se dedicó fundamentalmente al arte-correo y en 1975 organizó junto a Horacio Zabala la Última Exposición de Arte Correo, que constituyó la primera muestra internacional de esa manifestación en Argentina y segunda en Latinoamérica, en la Galería Arte Nuevo de la ciudad de Buenos Aires. En 1976, tras el golpe de Estado cívico-militar, sufrió la desaparición de su hijo Abel Luis (Palomo) lo que tiñó políticamente su obra y su accionar futuro.

Entre 1977 y 1983 trabajó conjuntamente con Graciela Gutiérrez Marx, acuñando la firma G.E.MARXVIGO. Juntos editaron Nuestro Libro Internacional de Estampillas y Matasellos y realizaron diversas obras.
Durante la década de los ochenta su mayor volumen de trabajo se produjo a través del arte-correo, participando y realizando convocatorias internacionales sobre diversos temas. Formó parte de múltiples eventos por la paz y por el recuerdo de Palomo, editó su estampilla Set free palomo que recorrió el mundo.
En 1991 fue invitado a presentar su retrospectiva Anteproyecto de Proyecto de un pretendido Panorama Abarcativo en la Fundación San Telmo en Capital Federal. Durante 1994 fue seleccionado para la XXII Bienal de San Pablo y presentó Cuarenta años de in-obras de arte / 1954 – 1994 en las salas de la Fundación Centro de Artes Visuales de La Plata.
Falleció en su ciudad natal el 4 de noviembre de 1997.

## Reconocimientos
En el año 2017, el Concejo Deliberante de La Plata lo declaró Personalidad Destacada post mortem en el ámbito de la Cultura.